# Rimadarmistus messor
Rimadarmistus messor är en insektsart som beskrevs av Bliven 1956. Rimadarmistus messor ingår i släktet Rimadarmistus och familjen krumhornskinnbaggar. Inga underarter finns listade i Catalogue of Life.